# Melanonaclia moerens
Melanonaclia moerens là một loài bướm đêm thuộc phân họ Arctiinae, họ Erebidae.